# Williamsburg (Florida)
Williamsburg es un lugar designado por el censo ubicado en el condado de Orange en el estado estadounidense de Florida. En el Censo de 2010 tenía una población de 7.646 habitantes y una densidad poblacional de 807,7 personas por km².

## Geografía
Williamsburg se encuentra ubicado en las coordenadas 28°24′5″N 81°26′49″O / 28.40139, -81.44694. Según la Oficina del Censo de los Estados Unidos, Williamsburg tiene una superficie total de 9.47 km², de la cual 9.3 km² corresponden a tierra firme y (1.81%) 0.17 km² es agua.

## Demografía
Según el censo de 2010, había 7.646 personas residiendo en Williamsburg. La densidad de población era de 807,7 hab./km². De los 7.646 habitantes, Williamsburg estaba compuesto por el 82.59% blancos, el 4% eran afroamericanos, el 0.17% eran amerindios, el 6.43% eran asiáticos, el 0.59% eran isleños del Pacífico, el 3% eran de otras razas y el 3.22% pertenecían a dos o más razas. Del total de la población el 17.21% eran hispanos o latinos de cualquier raza.